# Alan Dundes
 (juillet 2021).
Si vous disposez d'ouvrages ou d'articles de référence ou si vous connaissez des sites web de qualité traitant du thème abordé ici, merci de compléter l'article en donnant les références utiles à sa vérifiabilité et en les liant à la section « Notes et références ».
Alan Dundes, né le 8 septembre 1934 et décédé le 30 mars 2005, est un folkloriste à l'Université de Californie.
Ses travaux étaient considérés comme étant centraux, pour l'instauration de l'étude du folklore comme une discipline académique. Il a écrit une douzaine de livres, tant universitaires que de vulgarisation et a participé a l'écriture d'une douzaine d'ouvrages supplémentaires.
L'un de ses articles les plus remarquables était nommé « Seeing is Believing » (traduction en français : « Voir, c'est croire »), dans lequel il explique que les Américains accordent une grande importance au sens de la vue, peut-être au détriment des autres sens.
Il est également célèbre pour faire partie des pionniers qui ont introduit le concept d'allomotif, utilisé dans l'analyse des structures folkloriques en termes de motifs.

## Source
- (en) Cet article est partiellement ou en totalité issu de l’article de Wikipédia en anglais intitulé « Alan Dundes » (voir la liste des auteurs).